# 桜の園
『桜の園』（さくらのその、ロシア語: Вишнёвый сад）は、ロシアの劇作家アントン・チェーホフによる最晩年の戯曲。チェーホフ42歳の1902年夏に着想され、1903年秋に書き上げられた。初演は1904年1月17日、モスクワ芸術座によって上演された。チェーホフはこれを喜劇と主張したが、スタニスラフスキーは真面目な劇と主張した。
最後の劇作品で、『かもめ』『ワーニャ伯父さん』『三人姉妹』とともに「チェーホフ四大戯曲」と呼ばれる。

## 主な登場人物
〔 〕内はモスクワ芸術座初演時の配役。
- ラネーフスカヤ：女地主、愛称リューバ〔オリガ・クニッペル〕
- アーニャ：その娘〔マリヤ・リーリナ〕
- ワーリャ：その養女〔M・F・アンドレーエワ〕
- ガーエフ：その兄、愛称リョーニャ〔スタニスラフスキー〕
- ロパーヒン：商人〔L・M・レオニードフ〕
- トロフィーモフ：大学生、愛称ペーチャ〔V・F・カチャーロフ〕
- ピーシチク：近郊の地主
- シャルロッタ：アーニャの家庭教師〔M・V・ムラートワ〕
- エピホードフ：事務員（屋敷の執事）〔I・M・モスクヴィン〕
- ドゥニャーシャ：小間使い〔S・V・ハリューチナ〕
- フィールス：老僕、87歳〔A・A・アルチュム〕
- ヤーシャ：ラネーフスカヤの若い召使い〔N・G・アレクサンドロフ〕

## あらすじ

### 第1幕
ラネーフスカヤが娘・アーニャの付き添いでパリから5年ぶりに自分の土地へ戻る。帰還を喜ぶ兄・ガーエフ、養女・ワーリャ達。
だが現在ではかつてのように裕福な暮らしはもはや望めず、金に困る一家。桜の園は借金返済のため売りに出されている。商人・ロパーヒンは土地の一部を別荘用地として貸し出せば、難局は避けられると助言する。しかしラネーフスカヤは散財する癖が抜けず、破産の危機も真剣に受け止めようとしない。ガーエフは知人や親戚からの借金を試みる。

### 第2幕
小間使いのドゥニャーシャは事務員・エピホードフにプロポーズされていたが、パリ帰りの召使い・ヤーシャにすっかり惚れてしまう。ロパーヒンは桜の園を別荘用地にする必要性を執拗に説いているが、依然としてラネーフスカヤは現実を直視しようとしない。ワーリャとロパーヒンは前々から互いのことを想っているが、どちらからも歩み寄れないままでいる。アーニャは新しい思想を持った大学生・トロフィーモフに憧れ、自立して働くことを決意する。

### 第3幕
舞踏会が開かれている。かつては将軍や提督、男爵など華やかな階級の人物が出席していたが、現在では郵便局の役人や駅長といった人物が出席している。
ガーエフとロパーヒンは桜の園の競売に出かけており、ラネーフスカヤは不安に駆られている。彼女は別れたパリの恋人とよりを戻すことを考えており、金を巻き上げられるだけだと警告したトロフィーモフと口論になる。ドゥニャーシャに全く相手にされないエピホードフはワーリャを怒らせ、喧嘩になる。
そこへガーエフが泣きながら帰宅する。ロパーヒンが現れ、自分が桜の園を買ったと宣言する。貧しい農夫の身分から桜の園の地主にまで出世したことに感動するロパーヒン。アーニャは泣き崩れる母を新しい人生を生きていこうと慰める。

### 第4幕
ラネーフスカヤはパリへ戻り、ガーエフ達は町へ引っ越すことになった。そのための荷造りが進められている。ロパーヒンは別荘建設のため、留守中に桜の樹の伐採を命じている。ドゥニャーシャは主人と共にパリに戻ることになったヤーシャに捨てられる。ロパーヒンはワーリャへのプロポーズを決意するが、土壇場でやめてしまう。
出発する一行。病院に行ったと思われていた老僕・フィールスがひとり屋敷に取り残されていた。横たわったまま身動きひとつしなくなるフィールス。外では桜の幹に斧を打ち込む音が聞こえる。

## 制作過程でのチェーホフ自身の言及
以下の書簡は池田健太郎訳  
1901年3月7日　オリガ・クニッペルあての手紙
今日キエフのソロフツォーフから、キエフで『三人姉妹』が上演されて、巨大な、物すごい成功だった云々という長い電報をもらいました。僕の書くこの次の戯曲は、きっと滑稽な、とても滑稽なものになるでしょう。
1903年9月21日  妻オリガ・クニッペルあての手紙
最後の幕は陽気になるはず。もともとこの戯曲ぜんたいが陽気で、軽薄なのだから。サーニンには気に入るまい。彼は僕に深刻さがなくなったと言うだろう。
9月29日 妻オリガ・クニッペルあての手紙
戯曲はもう完成しましたが、作り直したり考え直したりしなければならないので、ゆっくり清書しています。2,3ヵ所は未完成のまま送って、あとまわしにします。 － ご勘弁を。 
10月14日    妻オリガ・クニッペルあての電報
戯曲オクッタ 健康 キスシマス ヨロシク アントニオ

## 批評
1903年10月19日　妻オリガ・クニッペルの手紙
ついにきのうの朝、それはまだベッドのなかのわたしにとどけられました。どんなにわたしが震えおののきながらそれを手にし、封を切ったか － あなたには想像もつかないでしょう。3回十字を切りました。すっかり目を通しおわるまで、ベッドから起き上がりませんでした。むさぼるように読みふけりました。第4幕では声をあげて泣きだしてしまいました。第4幕は素敵です。戯曲全部がとても気に入ってます。わたしは月並なことしか書けません。あなたの作品には綺麗な洗練された言葉が必要なのに。
1903年10月22日  演出監督スタニスラフスキーの手紙
私の考えでは、『桜の園』はあなたの最高の戯曲です。あの愛すべき『かもめ』より気に入ったくらいです。あなたは「喜劇」とか「笑劇」と書いていましたが、これは悲劇です。最後の場面でよりよい生活にむけての出口をあなたがいかに探っているとしても。印象は圧倒的です。それが静かな声と優しい水彩絵の具彩で達成されているんです。
1948年 神西清「チェーホフ序説」より
これまで無数に繰り返され、これからも無限に繰り返されるであろう常套事に直面して、ある者は泣き、沈み、あるものは茫然自失し、ある者は鍵束を床へ投げつけ、ある者は夢かと疑い、楽隊はためらい、万年大学生は「新生活への首途」を祝う。これがどうして「喜劇」として通らないのであるか。チェーホフとしては何としても腑に落ちなかったに違いない。
1990年 佐々木基一「悲劇か喜劇か」より
ピーター・ブルック氏の演出のものは、これまで見た舞台のどれよりも、納得のいくものだった。（中略）
これは筋もなく葛藤もなく、人物たちのあいだに劇的関係というものがまったく存在せず、ひとりひとりが、互いに噛み合うことのない独白をしているだけといった『桜の園』の構造に、非常によくマッチした演出のように思われた。（中略）
わたしははじめて本当のチェーホフ劇に接したような気がした。

## 主な日本語訳
- 神西清訳 『桜の園・三人姉妹』 新潮文庫、初版1967年、改版1991年、再訂2011年 - 解説は弟子の池田健太郎
- 小野理子訳 『桜の園』 岩波文庫、1998年／ワイド版2009年
- 浦雅春訳 『桜の園・プロポーズ・熊』 光文社古典新訳文庫、2012年
- 小田島雄志訳 『桜の園 ベスト・オブ・チェーホフ』 白水社〈白水Uブックス〉、1998年 - 英訳本を元とした上演用訳書
- 安達紀子訳 『〈新訳〉桜の園』未來社、2020年
- 内田健介訳 『桜の園』 論創社〈注釈付 近代古典劇翻訳〉、2025年 - 従来とは異なった版による訳書
- 松下裕訳 『チェーホフ戯曲選』 水声社、2004年
  - 旧版『チェーホフ全集』 筑摩書房（12）＋ちくま文庫（11）
- ※他に『世界文学全集』版で、原卓也訳（集英社）、川端香男里訳（講談社＋学習研究社）がある。

## 日本での上演

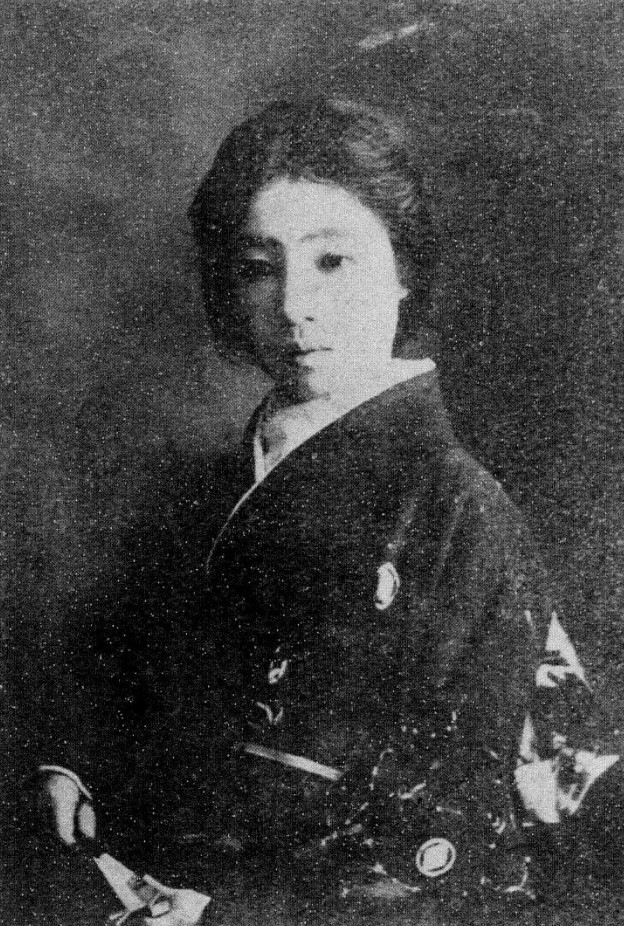
ドウニャーシャ役の玉村歌路

日本での初演は1915年に帝国劇場で、上山草人率いる近代劇協会（1912年結成）が公演。翻訳は伊東六郎（東京帝国大学文科中退後、ロシア文学の翻訳を多くてがけた）、演出は小山内薫が担当した。出演は山川浦路（ラネーフスカヤ）、衣川孔雀（アーニャ）、一条海路（ワーリャ）、田村寿美代（シャルロッタ）、藤村秀夫（エピホードフ）、玉村歌路（ドウニャーシャ）、上山草人（フィールス）、高橋義信（ヤーシャ）、南新二（駅長）、野村誠二（郵復局長）など。
第二次世界大戦後の新劇の復活公演では『桜の園』が演じられた（1945年12月26日、有楽座にて。演出：青山杉作）。